# Luce Žitnik
Ludovik »Luce« Žitnik, slovenski hokejist, športni delavec in častnik, * 28. avgust 1913 Ljubljana, † 21. november 1987, Beograd.
V Ljubljani je končal učiteljišče (1936), v Beogradu enoletno šolo za telesno kulturo (1939) in Višjo vojaško akademijo (1958). V letih 1939−1941 je bil učitelj v Mariboru in Kranju, 1942 interniran v Koncentracijskem taborišču Gonars, po kapitulaciji fašistične Italije se je pridružil partizanom. Po vojni je bil do 1970 častnik JLA v Beogradu. 
V letih 1929-1941 je igral nogomet in hokej pri Iliriji v Ljubljani. Nastopil je na prvi uradni hokejski tekmi v Jugoslaviji odigrani leta 1932 v Kamniku med domačini in SK Ilirijo, bil je dolgoletni član hokejskega kluba Ilirije, kasneje je od 1948 igral za HK Partizan Beograd, s katerim je osvojil pet zaporednih naslovov prvaka v sezonah 1950/51, 1951/52, 1952/53, 1953/54 in 1954/55. Za jugoslovansko reprezentanco je nastopil na več Svetovnih prvenstvih, tudi na prvem, ki se ga je jugoslovanska reprezentanca udeležila, leta 1939, ko je tudi dosegel prvi reprezentančni gol na Svetovnih prvenstvih. Po letu 1955, ko je prenehal biti aktivni igralec, pa je postal mednarodni hokejski sodnik in vodil tehnično organizacijo mnogih množičnih in drugih velikih športnih prireditev.